# 제29회 금마장
제29회 금마장의 시상식에 관한 내용이다.

## 수상 및 후보

### 작품상
- 무언적산구 - 왕동 수상

### 감독상
- 무언적산구 - 왕동 수상

### 남우주연상
- 폴리스 스토리 3 - 초급경찰 - 성룡 수상

### 여우주연상
- Fau sai luen kuk - 진령지 수상

### 남우조연상
- Anlian taohuayuan - 고보명 수상

### 여우조연상
- Fau sai luen kuk - 고미화 수상

### 각본상
- 무언적산구 - 오념진 수상

### 각색상
- Anlian taohuayuan - Stan Lai 수상

### 촬영상
- Wu du qing chou - Tak-Sing Lei 수상

### 편집상
- 폴리스 스토리 3 - 초급경찰 - 장요종 수상

### 미술상
- 무언적산구 - Fu-Hsiung Lee 수상

### 액션감독상
- 신용문객잔 - 정소동 수상

### 영화음악상
- 청소년 나타 - Shu-Jun Huang 수상

### 주제가상
- 황비홍 2 - 남아당자강 - 황점 수상

### 분장/의상디자인상
- 무언적산구 - Fu-Hsiung Lee 수상

### 음향효과상
- 런, 팻보이, 런 - Du-Che Tu 외 수상